# Gap: The Series
Gap: The Series (em tailandês: ทฤษฎีสีชมพู) é uma série de televisão tailandesa de comédia romântica que estreou no Channel 3 e no canal IdolFactory no YouTube em 19 de novembro de 2022 e durou até 11 de fevereiro de 2023. É estrelado por Sarocha Chankimha e Rebecca Patricia Armstrong. A série foi adaptada por Devil Planoy (เจ้าปลาน้อย) do romance de mesmo nome, dirigido por Nuttapong Wongkaveepairoj e produzido pela IdolFactory. É a primeira série da GL transmitida na TV nacional da Tailândia e ultrapassou 800 milhões de visualizações no YouTube em um ano de seu lançamento. Em 2 de fevereiro de 2025, a série foi reprisada.
A série ganhou fama internacional e garantiu vários prêmios para suas duas protagonistas, Freen Sarocha Chankimha e Becky Rebecca Patricia Armstrong, que ficaram conhecidos mundialmente como o fenêmeno "FreenBecky".

## Sinopse
A série conta a história de Mon (Rebecca Patricia Armstrong), uma jovem que admira Khun Sam (Sarocha Chankimha) desde que ela a ajudou anos atrás, considerando-a como um exemplo a ser seguido. Quando Mon se forma na universidade, ela decide se candidatar a um emprego na empresa de Sam, mas o exterior distante e frio de Sam a surpreende. Quanto mais Mon se aproxima de Sam, e quanto mais barreiras ela quebra, mais os sentimentos de Mon mudam gradualmente de idolatria para amor, e o mundo de Sam se torna mais brilhante. No entanto, entre elas existem muitos obstáculos, como barreiras de gênero, a diferença de idade de 8 anos, regras da empresa e classe social, já que Sam é descendente da realeza.

## Elenco

### Principal
- Freen Sarocha Chankimha (Freen) como "Sam" Samanan Anantrakul
- Rebecca Patricia Armstrong (Becky) como "Mon" Kornkamon Phetpailin
- Tassawan Seneewongse como avó de Sam
- Asavarid Pinitkanjanapun como Kirk

### Recorrente
- Looknam Orntara Poolsak como Jim
- Irin Urassaya Malaiwong como Yuki
- Ratchanon Kanpiang como Nop
- Punnisa Sirisang como Kade
- Noey Natnicha Vorrakittikun como Tee
- Veja Sawaros Nekkham como Neung
- Potida Boomee como Canção
- Jirawat Wachirasarunpat como Aon
- Amata Piyavanich como Pohn
- Thongthong Mokjok como Mhee
- Suttatip Wutchaipradit como Noi
- Natsinee Charoensitthisap como Yha
- Chirapathr Pingkanont como Chin

### Convidados
- Suppapong Udomkaewkanjana como Phoom
- Amanda Jensen como Nita
- Sulax Siriphattharapong como Cher
- Praiya Padungsuk como Risa
- Patchanon Ounsa-ard como Nuea (da série Secret Crush On You)
- BonBon Armstrong como Sua/Singha (cachorrinha)

## Produção e recepção
A Gap foi anunciada como a primeira série GL popular na Tailândia. O projeto foi lançado em 22 de agosto de 2021, junto com a confirmação do elenco principal. O casting para encontrar outros atores para papéis coadjuvantes foi realizado em 13 de novembro de 2021.
Após o lançamento do trailer piloto em 14 de maio de 2022, a série recebeu feedback negativo nas redes sociais. A equipe de produção teve que reajustar o roteiro e os figurinos, além de fazer mudanças nos locais de filmagem, o que levou ao adiamento das filmagens para 20 de junho de 2022. As filmagens finalmente terminaram em 22 de outubro de 2022.
Por fim, o produto final e aprimorado do programa recebeu uma resposta extremamente positiva, o que levou Freen e Becky a receberem vários prêmios e terem uma continuação única de mini peça teatral para Gap chamada GAP: Dark Theory, composta por uma turnê mundial. Além de estrelarem outros projetos de GL juntos, como o longa-metragem Uranus2324 e a série dramática de época tailandesa The Loyal Pin. FreenBecky, shipper pela qual as atrizes ficaram conhecidas, está filmando mais duas séries em 2025, que serão lançadas em 2026. "Cranium", uma história de ex-namoradas que se transformam em inimigas e amantes, e "The Air", parte do megaprojeto "4 Elements", junto com outros três casais GL.
Após o sucesso de Gap, outra produtora chamada NineStarStudios adotou o spinoff do romance Blank em outra série de GL chamada Blank: The Series, que continua a seguir uma nova versão de Nueng (irmã mais velha de Sam) e inclui novas versões de Sam, Mon e outros personagens familiares, interpretados por atrizes diferentes do show original.

## Trilha sonora original
| N.º            | Título                     | Artist                                       | Duração |  |
| 1.             | "Pink Theory"              | Sarocha Chankimha Rebecca Patricia Armstrong |         |  |
| 2.             | "Whisper"                  | Sarocha Chankimha                            |         |  |
| 3.             | "Because of You"           | Pinpin                                       |         |  |
| 4.             | "Think Alike"              | Rebecca Patricia Armstrong                   |         |  |
| 5.             | "Orders From the Heart"    | Sarocha Chankimha                            |         |  |
| 6.             | "Don't End It Like This"   | Orntara Poolsak                              |         |  |
| 7.             | "Pink Theory (Bossa Ver.)" | Sarocha Chankimha Rebecca Patricia Armstrong |         |  |
| 8.             | "Is This It?"              | Asavarid Pinitkanjanapun                     |         |  |
| 9.             | "Marry Me"                 | Suppapong Udomkaewkanjana                    |         |  |
| 10.            | "This is Enough"           | Asavarid Pinitkanjanapun                     |         |  |
| 11.            | "I Won't Give Up"          | Orntara Poolsak                              |         |  |
| 12.            | "No More Blues"            | Sarocha Chankimha Rebecca Patricia Armstrong |         |  |
| Duração total: | Duração total:             | Duração total:                               | 40:90   |  |

## Recepção

### Audiência
Na tabela abaixo,os números em azul representa as classificações mais baixas e os números em vermelho representa as classificações mais altas.
| Episódio No. | Intervalo de tempo ( UTC+07:00 ) | Data de exibição       | Média participação de audiência |      |
| ------------ | -------------------------------- | ---------------------- | ------------------------------- | ---- |
| 1            | Sábado 23:00                     | 19 de novembro de 2022 | 0,4%                            |      |
| 2            | 26 de novembro de 2022           | 0,3%                   |                                 |      |
| 3            | 3 de dezembro de 2022            | 0,3%                   |                                 |      |
| 4            | 10 de dezembro de 2022           | 0,2%                   |                                 |      |
| 5            | 17 de dezembro de 2022           | 0,4%                   |                                 |      |
| 6            | 24 de dezembro de 2022           | 0,3%                   |                                 |      |
| 7            | 7 de janeiro de 2023             | 0,3%                   |                                 |      |
| 8            | 14 de janeiro de 2023            | 0,5%                   |                                 |      |
| 9            | 21 de janeiro de 2023            | 0,4%                   |                                 |      |
| 10           | 28 de janeiro de 2023            | 0,5%                   |                                 |      |
| 11           | 4 de fevereiro de 2023           | 0,5%                   |                                 |      |
| 12           | 11 de fevereiro de 2023          | 0,6%                   |                                 |      |
| Média        | Média                            | Média                  | 0,41                            | 0,41 |

↑1  Com base na média de audiência por episódio.

## Prêmios e indicações
| Premiação                                         | Ano  | Categoria                                                  | Indicado                                        | Resultado | Ref.          |
| ------------------------------------------------- | ---- | ---------------------------------------------------------- | ----------------------------------------------- | --------- | ------------- |
| BIC Seven Awards                                  | 2024 | LGBTQ+ Spotlight                                           | Sarocha Chankimha e Rebecca Patricia Armstrong  | Venceu    | [ 16 ]        |
| Feed Y Capital Awards                             | 2023 | Couple of the Year                                         | Sarocha Chankimha e Rebecca Patricia Armstrong  | Venceu    | [ 17 ]        |
| Feed Y Capital Awards                             | 2023 | Actress of the Year                                        | Rebecca Patricia Armstrong                      | Venceu    | [ 17 ]        |
| Feed Y Capital Awards                             | 2023 | Series of the Year                                         | Gap: The Series                                 | Venceu    | [ 17 ]        |
| Howe Awards                                       | 2023 | Hottest Series Award                                       | Gap: The Series                                 | Venceu    | [ 18 ]        |
| Howe Awards                                       | 2023 | Best Couple Award                                          | Sarocha Chankimha e Rebecca Patricia Armstrong  | Venceu    | [ 18 ]        |
| Huading Awards                                    | 2023 | Global Most Popular Actress in a TV Series                 | Rebecca Patricia Armstrong                      | Indicada  | [ 19 ]        |
| Japan Expo Thailand Award                         | 2024 | Japan Expo Actors Award                                    | Sarocha Chankimha e Rebecca Patricia Armstrong  | Venceu    | [ 20 ]        |
| Kazz Awards                                       | 2023 | Popular Female Teenage Award                               | Sarocha Chankimha                               | Venceu    | [ 21 ]        |
| Kazz Awards                                       | 2023 | Rising Female of the Year                                  | Rebecca Patricia Armstrong                      | Venceu    | [ 21 ]        |
| Kazz Awards                                       | 2023 | Couple of the Year                                         | Sarocha Chankimha e Rebecca Patricia Armstrong  | Venceu    | [ 21 ]        |
| Kazz Awards                                       | 2023 | Series of the Year                                         | Gap: The Series                                 | Venceu    | [ 21 ]        |
| Kazz Awards                                       | 2024 | Couple of the Year                                         | Sarocha Chankimha e Rebecca Patricia Armstrong  | Venceu    |               |
| Kazz Awards                                       | 2024 | Popular Female Teenage Award                               | Rebecca Patricia Armstrong                      | Venceu    |               |
| Kazz Awards                                       | 2024 | Popular Vote                                               | Sarocha Chankimha                               | Venceu    |               |
| Kom Chad Luek Awards                              | 2024 | Best Couple of the Year                                    | Sarocha Chankimha e Rebecca Patricia Armstrong  | Venceu    |               |
| Kom Chad Luek Awards                              | 2024 | Most Popular Actress                                       | Sarocha Chankimha                               | Venceu    |               |
| Maya TV Awards                                    | 2023 | Song of the Year Award                                     | "Pink Theory"                                   | Indicada  | [ 22 ] [ 23 ] |
| Maya TV Awards                                    | 2023 | Series of the Year Award                                   | Gap: The Series                                 | Indicada  | [ 22 ] [ 23 ] |
| Maya TV Awards                                    | 2023 | Female Rising Star of the Year Award                       | Rebecca Patricia Armstrong                      | Indicada  | [ 22 ] [ 23 ] |
| Maya TV Awards                                    | 2023 | Female Rising Star of the Year Award                       | Sarocha Chankimha                               | Venceu    | [ 22 ] [ 23 ] |
| Maya TV Awards                                    | 2023 | Couple of the Year Award                                   | SSarocha Chankimha e Rebecca Patricia Armstrong | Venceu    | [ 22 ] [ 23 ] |
| Mellow Pop Top Viral                              | 2023 | Top Viral Idol Chart – March                               | Gap: The Series                                 | Venceu    |               |
| Nine Entertain Awards                             | 2023 | People Choice's Award                                      | Sarocha Chankimha e Rebecca Patricia Armstrong  | Venceu    | [ 24 ]        |
| Sanook Top of the Year Awards                     | 2023 | Best Couple of the Year                                    | Sarocha Chankimha e Rebecca Patricia Armstrong  | Venceu    | [ 25 ]        |
| Sanook Top of the Year Awards                     | 2023 | Female Rising Star                                         | Sarocha Chankimha                               | Venceu    | [ 26 ]        |
| Sanook Top of the Year Awards                     | 2023 | Female Rising Star                                         | Rebecca Patricia Armstrong                      | Indicada  | [ 26 ]        |
| Sanook Top of the Year Awards                     | 2023 | Best Series                                                | Gap: The Series                                 | Venceu    | [ 27 ]        |
| SEC Awards                                        | 2023 | Best Asian Series                                          | Gap: The Series                                 | Venceu    | [ 28 ]        |
| SEC Awards                                        | 2023 | Favorite Couple in a Series                                | Sarocha Chankimha e Rebecca Patricia Armstrong  | Venceu    | [ 28 ]        |
| Superstar Maya Awards                             | 2023 | Superstar Maya Idol Female                                 | Sarocha Chankimha                               | Venceu    |               |
| Superstar Maya Awards                             | 2023 | Superstar Maya Idol Female                                 | Rebecca Patricia Armstrong                      | Indicada  |               |
| Superstar Maya Awards                             | 2023 | Superstar Maya Idol Couple                                 | Sarocha Chankimha e Rebecca Patricia Armstrong  | Indicada  |               |
| Thai Update Awards                                | 2023 | The Best TV Series                                         | Gap: The Series                                 | Venceu    |               |
| Thailand Social Awards                            | 2024 | Best Creator Performance on Social Media (Actor & Actress) | Sarocha Chankimha                               | Indicada  | [ 29 ]        |
| Thailand Social Awards                            | 2024 | Best Creator Performance on Social Media (Actor & Actress) | Rebecca Patricia Armstrong                      | Indicada  | [ 29 ]        |
| Thailand Social Awards                            | 2024 | Best Content Performance on Social Media (Thai Series)     | Gap: The Series                                 | Indicada  | [ 29 ]        |
| TPOP STAGE                                        | 2023 | OST of the Week                                            | "Pink Theory"                                   | Venceu    |               |
| TPOP STAGE                                        | 2023 | OST of the Week                                            | "Whisper"                                       | Venceu    |               |
| TPOP STAGE                                        | 2023 | OST of the Week                                            | "Think Alike"                                   | Venceu    |               |
| YUniverse Awards                                  | 2023 | Best Novel                                                 | Chao Pla Noy                                    | Indicada  |               |
| YUniverse Awards                                  | 2023 | Best Writing                                               | Chao Pla Noy                                    | Venceu    |               |
| YUniverse Awards                                  | 2023 | Best Character                                             | Chao Pla Noy                                    | Indicada  |               |
| YUniverse Awards                                  | 2023 | Rising Star Award                                          | Rebecca Patricia Armstrong                      | Venceu    | [ 30 ]        |
| YUniverse Awards                                  | 2023 | Best Couple Award                                          | Sarocha Chankimha e Rebecca Patricia Armstrong  | Venceu    | [ 30 ]        |
| YUniverse Awards                                  | 2023 | The Best Series OST                                        | "Pink Theory"                                   | Venceu    | [ 30 ]        |
| YUniverse Awards                                  | 2023 | The Best Y Series                                          | Gap: The Series                                 | Indicada  |               |
| YUniverse Awards                                  | 2023 | Y Iconic Star                                              | Sarocha Chankimha                               | Indicada  |               |
| YUniverse Awards                                  | 2023 | Best Cuties                                                | Rebecca Patricia Armstrong                      | Indicada  |               |
| BreakTudo Awards 2023                             | 2023 | Shipp de Ficção (Fictional Ship)                           | Gap: The Series                                 | Venceu    |               |
| Sanook Top of the Year Awards 2023                | 2024 | The Best Series of the Year                                | Gap: The Series                                 | Venceu    | [ 31 ]        |
| BIC Seven Awards 2024 (Brazil)                    | 2024 | LGBTQ+ Spotlight                                           | Gap: The Series                                 | Venceu    | [ 32 ]        |
| 2024 Thailand Headlines Person of the Year Awards | 2024 | The Most Popular on-screen Couple of The Year Award        | Gap: The Series                                 | Venceu    |               |
| The Viral Hits Awards 2024                        | 2025 | Most Popular Yuri Series of the Year Award                 | Gap: The Series                                 | Venceu    |               |
| Thai GL Awards Japan 2025                         | 2025 | Best Work Award                                            | Gap: The Series                                 | Venceu    |               |
| Thai GL Awards Japan 2025                         | 2025 | Best Music Award                                           | "No More Blues"                                 | Venceu    |               |

## Links externos
- Gap. no IMDb.